# Bratsch (Valais)
Pour les articles homonymes, voir Bratsch.
Bratsch est une localité et une ancienne commune suisse du canton du Valais, située dans le district de Loèche.
1228 et 1242 : Praes, 1309 : Prahcs, 1322 :  Praes, 1357 : Prayes, 1408 : Prages et 1532 : Bratsch.
Depuis le 1er janvier 2009, elle fait partie de la commune de Gampel-Bratsch.

## Références

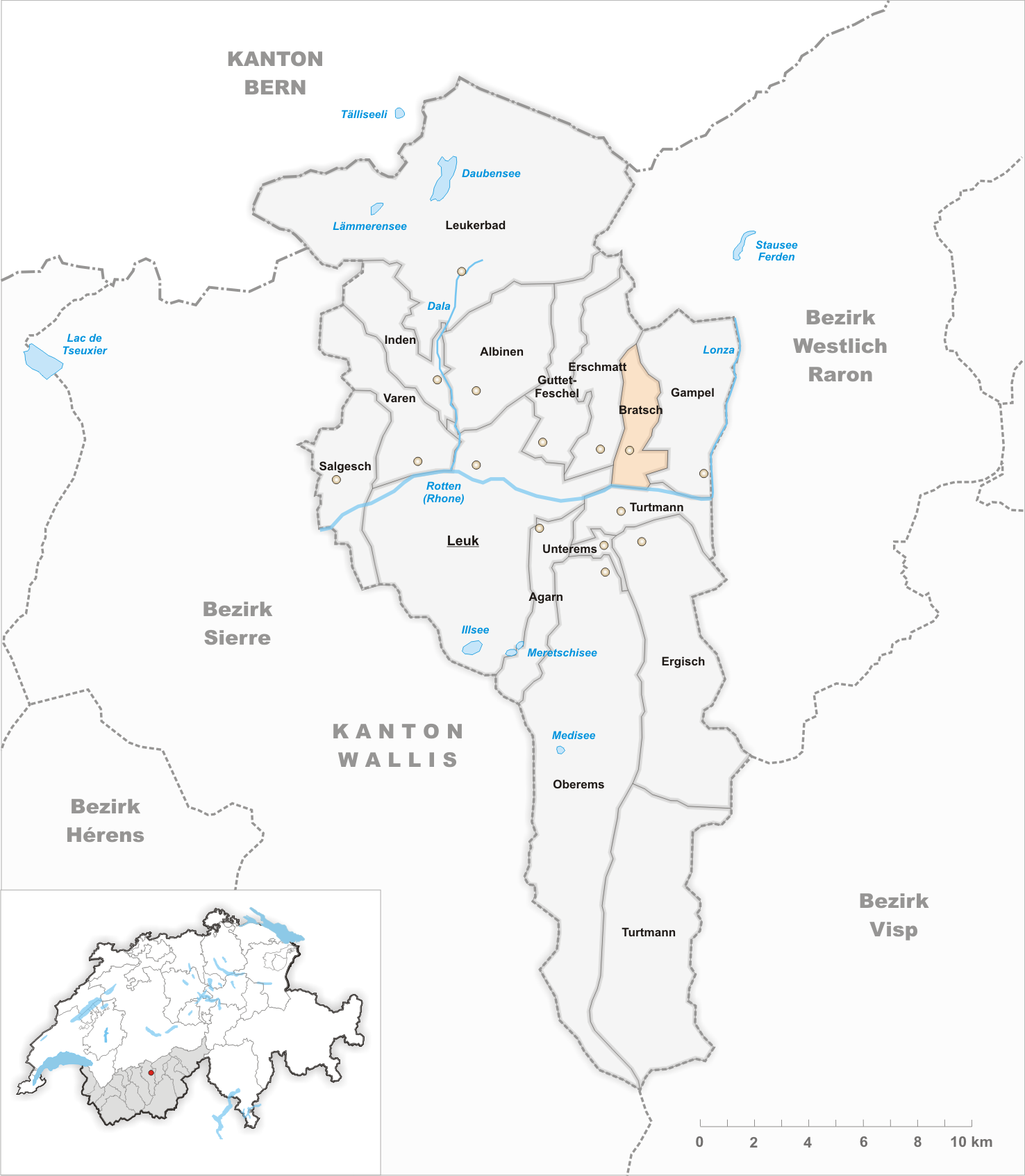
Territoire de l'ancienne commune de Bratsch.